# GI-2639
La carretera  GI-2639  une el barrio eibarrés de Ipurúa con el alto de Campázar por Elgueta. Pese a que sus primeros 2,2 km discurren por territorio vizcaíno, se considera una carretera íntegramente guipuzcoana. Estaba prevista una variante de población en Elgueta, donde se cruza con la  GI-2632 , que evitara pasar por su casco urbano en cualquiera de las direcciones. Sin embargo, únicamente se ha construido un pequeño tramo de 240 metros que permite ir hacia Mondragón sin adentrarse en Elgueta.

## Trazado
| Velocidad | Esquema                     | Carretera que enlaza     |
| --------- | --------------------------- | ------------------------ |
|           |                             | Éibar                    |
|           | Puerto de Carabieta (565 m) |                          |
|           | GI-4332 Egoetxeaga          |                          |
|           |                             | GI-4333 Larrabiltzezarra |
|           |                             | Elgueta GI-2632 Vergara  |
|           |                             | GI-2632 Elorrio          |
|           |                             | Elgueta                  |
|           |                             | GI-3360 Angiozar         |
|           |                             |                          |
|           | Puerto de Campázar (457 m)  |                          |
|           | N-636 Elorrio - Mondragón   |                          |